# هالت ویل (کالیفرنیا)
هالت ویل (به انگلیسی: Holtville) شهری در شهرستان ایمپریال ایالت کالیفرنیا است که در سرشماری سال ۲۰۱۰ میلادی، ۵۹۳۹ نفر جمعیت داشته است.